# Білогородська сільська рада (Києво-Святошинський район)
{{Сільська рада|
```
  | назва               = Білогородська сільська рада
  | будівля             = [[
```

міні
]]
```
  | країна              = 
 
Україна

  | область             = 
Київська область

  | район               = 
Києво-Святошинський район

  | центр               = с. 
Білогородка

  | голова              = Овсієнко Антон Михайлович
  | кількість членів    = 30
  | код КОАТУУ          = 3222480400
  | облікова картка     = 
Білогородська сільська рада

  | площа               = 72,5
  | населення           = 20 000 
(станом на 2019 рік)

  | щільність           = 93,28
  | населені пункти     = 2
  | поштовий індекс     =
  | телефонний код      =
  | адреса              = 08140, Київська обл., Бучанський р-н, 
```

с. Білогородка, вул. Володимирська, 33
```
  | вебсторінка         =
https://bilogorodka.com/
 
 }}
```

| Білогородська сільська рада — колишній орган місцевого самоврядування у Києво-Святошинському районі Київської області з адміністративним центром у с. Білогородка. Водоймища на території, підпорядкованій даній раді: річка Ірпінь. Сільській раді були підпорядковані населені пункти: - с. Білогородка - с. Шевченкове |

## Склад ради
Рада складалася з 26 депутатів та голови.

### Керівний склад ради
| ПІБ                      | Основні відомості                                                 | Дата обрання | Дата звільнення |  |
| ------------------------ | ----------------------------------------------------------------- | ------------ | --------------- |  |
| Абрамчук Микола Іванович | Сільський голова, 1950 року народження, освіта, безпартійний      | 26.03.2006   | 31.10.2010      |  |
| Абрамчук Микола Іванович | Сільський голова, 1950 року народження, освіта вища, безпартійний | 31.10.2010   | 30.11.2015      |  |

Примітка: таблиця складена за даними джерела